# Johan Richard Danielson-Kalmari

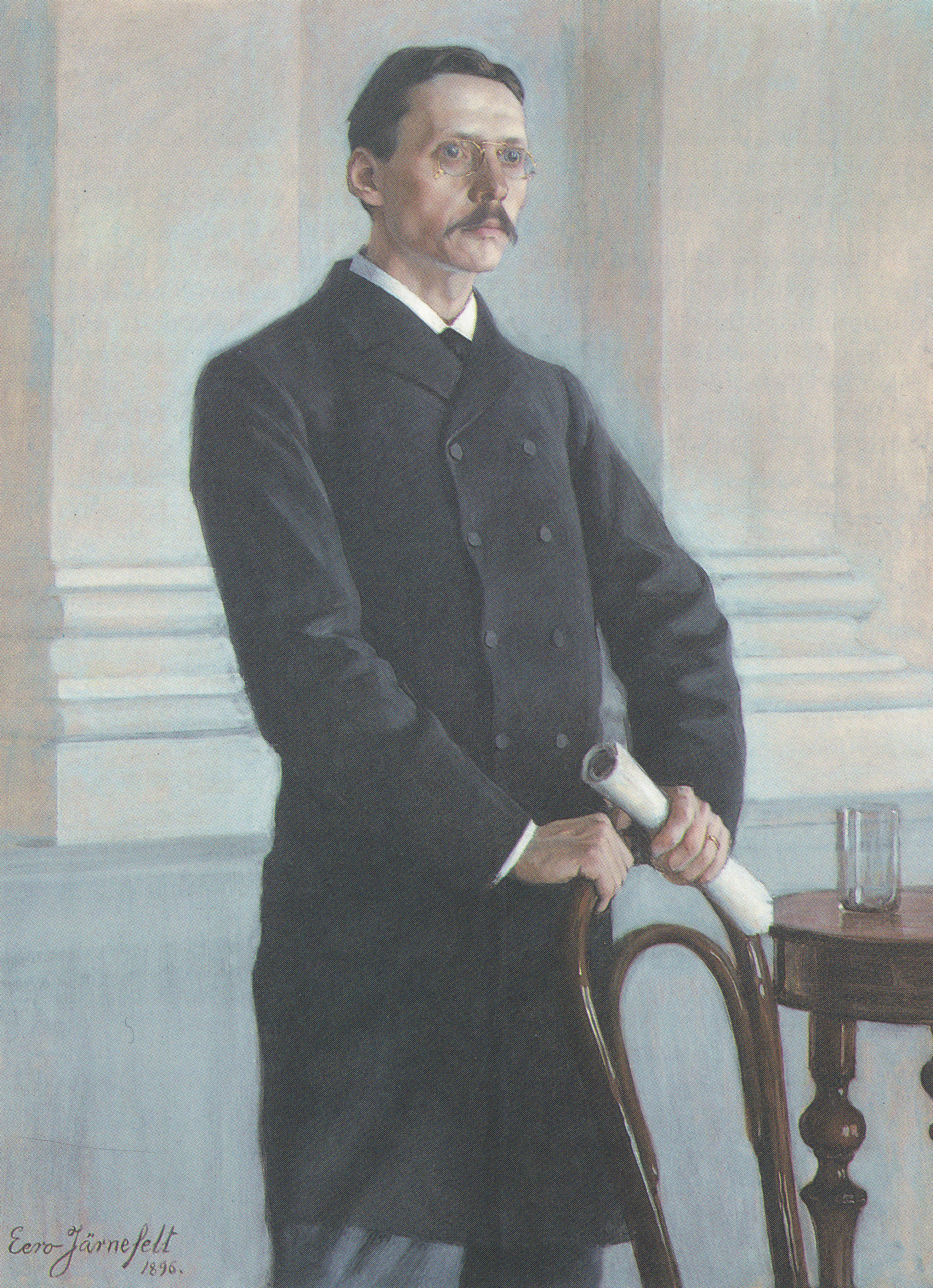
Portret Johana Richarda Danielsona-Kalmari autorstwa Eero Järnefelta

Johan Richard Danielson-Kalmari (ur. 7 maja 1853 w Hauho, zm. 23 maja 1933 w Helsinkach) – fiński historyk i polityk.
Studiował na Imperialnym Uniwersytecie Aleksandrowskim, w 1878 uzyskał stopień docenta, a w 1880 objął stanowisko profesora historii po przejściu na emeryturę Zachariasa Topeliusa. 
W tym czasie zaangażował się w działalność polityczną, był jednym z liderów Młodej Partii Fińskiej i założycieli partyjnego czasopisma Valvoja. W swoich publikacjach historycznych poruszał kwestię niepodległości Finlandii. W latach 1908–1909 był członkiem senatu Finlandii. Pełnił też funkcję przewodniczącego Partii Fińskiej. 
Od 1903 do 1906 roku był zastępcą kanclerza Uniwersytetu Helsińskiego, a w latach 1921–1926 był kanclerzem Uniwersytetu w Turku.

## Źródła
- Johan Richard Danielson-Kalmari na stronie Wydziału Humanistycznego Uniwersytetu Helsińskiego